# 44. Tony-gála
A 44. Tony-gála az 1989/1990-es szezon legjobb Broadway színházi alakításait értékelte. A díjátadót 1990. június 3-án tartották a New York-i Lunt-Fontanne Theatreben, a műsor házigazdája Kathleen Turner volt. A gálát az CBS televízióadó közvetítette élőben.

## Győztesek és jelöltek
A nyertesek félkövérrel jelölve.
| Legjobb színdarab | Legjobb musical |
| --- | --- |
| - The Grapes of Wrath – Frank Galati - Lettice és Lotte – Peter Shaffer - Prelude to a Kiss – Craig Lucas - The Piano Lesson – August Wilson | - City of Angels - A szerelem arcai - Grand Hotel - Meet Me in St. Louis |
| Legjobb színdarab újra a színpadon | Legjobb szövegkönyv musicalben |
| - Gypsy - Sweeney Todd - Szerelmi körutazás - A velencei kalmár | - Larry Gelbart – City of Angels - Andrew Lloyd Webber – A szerelem arcai - Luther Davis – Grand Hotel - Hugh Wheeler – Meet Me in St. Louis                                                                            |
| Legjobb férfi főszereplő színdarabban | Legjobb női főszereplő színdarabban |
| - Robert Morse – Tru (Truman Capote) - Charles S. Dutton – The Piano Lesson (Boy Willie) - Dustin Hoffman – A velencei kalmár (Shylock) - Tom Hulce – Egy becsületbeli ügy (Daniel Kaffee) | - Maggie Smith – Lettice és Lotte (Lettice Douffet) - Geraldine James – A velencei kalmár (Portia) - Mary-Louise Parker – Prelude to a Kiss (Rita Boyle) - Kathleen Turner – Macska a forró bádogtetőn (Maggie Pollitt) |
| Legjobb férfi főszereplő musicalben | Legjobb női főszereplő musicalben |
| - James Naughton – City of Angels (Stone) - David Carroll – Grand Hotel (Felix Von Gaigern) - Gregg Edelman – City of Angels (Stine) - Bob Gunton – Sweeney Todd (Sweeney Todd) | - Tyne Daly – Gypsy (Mama Rose) - Georgia Brown – Koldusopera (Celia Peachum) - Beth Fowler – Sweeney Todd (Mrs. Lovett) - Liliane Montevecchi – Grand Hotel (Elizaveta Grushinskaya)                                   |
| Legjobb férfi mellékszereplő színdarabban | Legjobb női mellékszereplő színdarabban |
| - Charles Durning – Macska a forró bádogtetőn (Big Daddy) - Rocky Carroll – The Piano Lesson (Lymon) - Terry Kinney – The Grapes of Wrath (Jim Casy) - Gary Sinise – The Grapes of Wrath (Tom Joad) | - Margaret Tyzack – Lettice és Lotte (Lotte Schoen) - Polly Holliday – Macska a forró bádogtetőn (Big Mama) - S. Epatha Merkerson – The Piano Lesson (Berniece) - Lois Smith – The Grapes of Wrath (Ma)                 |
| Legjobb férfi mellékszereplő musicalben | Legjobb női mellékszereplő musicalben |
| - Michael Jeter – Grand Hotel (Otto Kringelein) - René Auberjonois – City of Angels (Buddy Fidler/Irwin S. Irving) - Kevin Colson – A szerelem arcai (George Dillingham) - Jonathan Hadary – Gypsy (Herbie)                                                                                               | - Randy Graff – City of Angels (Oolie/Donna) - Jane Krakowski – Grand Hotel (Freida Flamm/Flaemmchen) - Kathleen Rowe McAllen – A szerelem arcai (Giulietta Trapani) - Crista Moore – Gypsy (Louise)                    |
| Legjobb eredeti zene | Legjobb koreográfia |
| - City of Angels – Cy Coleman (zene), David Zippel (dalszöveg) - A szerelem arcai – Andrew Lloyd Webber (zene), Don Black, Charles Hart (dalszöveg) - Grand Hotel – Robert Wright, George Forrest, Maury Yeston (zene és dalszöveg) - Meet Me in St. Louis – Hugh Martin, Ralph Blane (zene és dalszöveg) | - Tommy Tune – Grand Hotel - Joan Brickhill – Meet Me in St. Louis - Graciela Daniele, Tina Paul – Dangerous Games |
| Legjobb színdarabrendező | Legjobb musicalrendező |
| - Frank Galati – The Grapes of Wrath - Michael Blakemore – Lettice és Lotte - Peter Hall – A velencei kalmár - Lloyd Richards – The Piano Lesson | - Tommy Tune – Grand Hotel - Michael Blakemore – City of Angels - Trevor Nunn – A szerelem arcai - Susan H. Schulman – Sweeney Todd                                                                                     |
| Legjobb díszlettervezés | Legjobb jelmeztervezés |
| - Robin Wagner – City of Angels - Alexandra Byrne – Some Americans Abroad - Kevin Rigdon – The Grapes of Wrath - Tony Walton – Grand Hotel | - Santo Loquasto – Grand Hotel - Theoni V. Aldredge – Gypsy - Florence Klotz – City of Angels - Erin Quigley – The Grapes of Wrath                                                                                      |
| Legjobb látványtervezés | |
| - Jules Fisher – Grand Hotel - Paul Gallo – City of Angels - Paul Pyant, Neil Peter Jampolis – Orpheus alászáll - Kevin Rigdon – The Grapes of Wrath | |

### Különdíjak
- A legjobb körzeti színház: Seattle Repertory Theatre
- Tiszteletbeli Tony-díj kíválló színházi teljesítményért: Alfred Drake

## Előadott számok és jelenetek
- A szerelem arcai ("Love Changes Everything")
- City of Angels ("What You Don't Know About Women"/"You're Nothing Without Me" - Kay McClelland, Randy Graff, Gregg Edelman, James Naughton)
- Grand Hotel ("We'll Take a Glass Together" - Michael Jeter, Brent Barrett)
- Meet Me in St. Louis ("Banjos"/"The Boy Next Door"/"The Trolley Song"/"Meet Me in St. Louis")
- The Grapes of Wrath (Gary Sinise, Lois Smith)
- Lettice és Lotte (Maggie Smith, Margaret Tyzack)
- The Piano Lesson
- Prelude to a Kiss (Timothy Hutton, Mary-Louise Parker, Barnard Hughes)

## Műsorvezetők
A gálán az alábbi műsorvezetők működtek közre:
- Philip Bosco
- Matthew Broderick
- Len Cariou
- Dixie Carter
- Michael Crawford
- Sandy Duncan
- Morgan Freeman
- Helen Hayes
- Dustin Hoffman
- James Earl Jones
- Kevin Kline
- Linda Lavin
- Bernadette Peters
- Christopher Reeve
- Joan Rivers
- Ron Silver
- Jessica Tandy
- Lily Tomlin

## Fordítás
- Ez a szócikk részben vagy egészben  a(z)   44th Tony Awards című angol Wikipédia-szócikk fordításán alapul.  Az eredeti cikk szerkesztőit annak laptörténete sorolja fel. Ez a jelzés csupán a megfogalmazás eredetét és a szerzői jogokat jelzi, nem szolgál a cikkben szereplő információk forrásmegjelöléseként.